# Zenaga
Zenaga (zenagou: 'Tuḍḍungiyya' nebo ⵜⵓⴹⴹⵓⵏⴳⵉⵢⴰ) je málo používaný jazyk, kterým se mluví na pomezí jižní Mauretánie a severního Senegalu, na pobřeží Atlantského oceánu, především v okolí města Mederda. V Mauretánii je i uznávaný vládou jako menšinový jazyk.
Jazyk patří do jazykové rodiny berberských jazyků, je tedy pochopitelně v mnoha ohledech blízký berberštině z oblasti Maroka a Alžírska, ale ze všech berberských jazyků se od ostatních liší nejvýrazněji.
Jazyk zenaga je sice na pokraji vyhynutí, ale místní dialekt arabštiny byl zenagou silně ovlivněn (přibližně 10% slov v místním arabském dialektu pochází původně z jazyka zenaga).

## Počet mluvčích
V roce 1940 měl jazyk zenaga přibližně 13 000 mluvčích, v roce 1990 to bylo už jen okolo 2000 mluvčích. Podle Ethnologue měl jazyk zenaga v roce 2014 už jen 200 mluvčích.